# هيو جونز (لاعب كرة مضرب)
هيو جونز (بالإنجليزية: Hugh Jones)‏ هو لاعب كرة مضرب أمريكي، ولد في 10 نوفمبر 1880 في سانت لويس في الولايات المتحدة، وتوفي في 1 مايو 1960 في ماديسون في الولايات المتحدة.

## وصلات خارجية
- هيو جونز على موقع الاتحاد الدولي لكرة المضرب (الإنجليزية)
- هيو جونز على موقع أوليمبيديا (الإنجليزية)